# シティヒル
シティヒルとは、六甲アイランドの住居地域を囲む全長5.15kmのグリーンベルトである。

## 概要
シティヒルは、19万本以上もの植木が植えられており、四季折々の姿が楽しめる。ジョギングコースにもなっており、信号はなく、六甲ライナーのアイランド北口駅から六甲マリンパークまで西緑地と東緑地で住居地域を左右で囲んでいる。西緑地には、遊具や休憩所、野鳥公園がある。東緑地では、地下に水が600t貯水されている。また、都道府県別ランニングコース兵庫県10選に選ばれている。100m毎に距離表示板が設置されており、公衆トイレや街灯、給水場や自動販売機もある。